# Office for Metropolitan Architecture

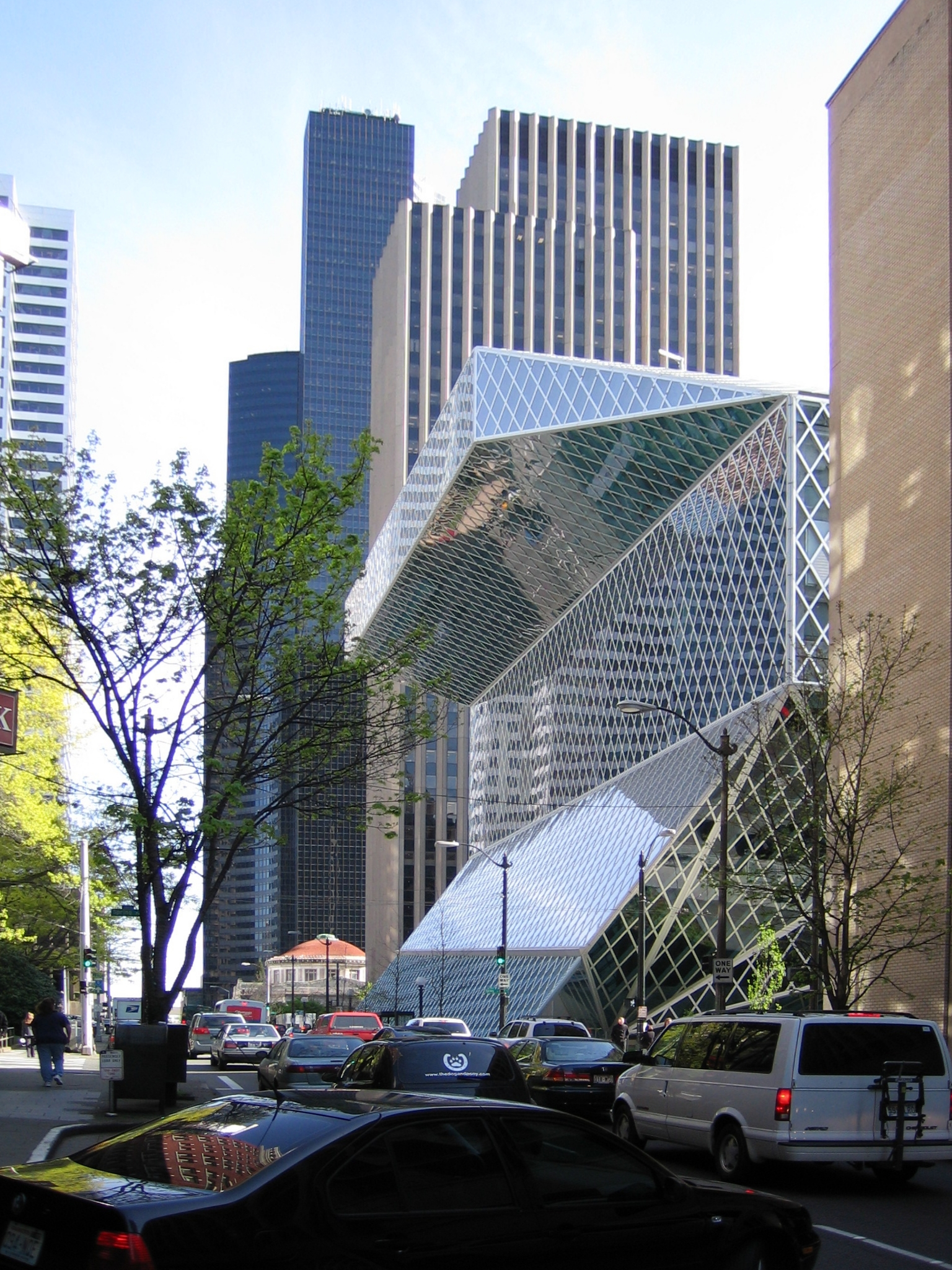
A Biblioteca Central de Seattle construída pelo OMA

O Office for Metropolitan Architecture - OMA (em português, "Escritório para Arquitetura Metropolitana") é um escritório de arquitetura com sede em Roterdã, fundado pelos arquitetos Rem Koolhaas, Elia Zenghelis, Madelon Vriesendorp e Zoe Zenghelis, em 1975.

## Fundação
Rem Koolhaas e Elia Zenghelis começaram a trabalhar juntos no início da década de 1970 na  Architectural Association School of Architecture, a escola de arquitetura com sede em Londres onde Koolhaas foi um estudante e Zengelis um instrutor. Seu primeiro grande projeto foi o utópico/distópico Exodus, ou o Prisioneiros Voluntários da Arquitetura (1972). Este projeto propunha uma estrutura linear, cortando Londres como uma faca. Outros projetos anteriores ao OMA incluíam a Cidade do Globo Cativo (1974), o Hotel Sphinx (1975), Ilha New Welfare/Welfare Palace Hotel (1975-76), Ilha Roosevelt Redevelopment (1975). Nenhum deles foi construído. Todos estavam localizados em Manhattan, o objeto do livro de Rem Koolhaas, Delirious New York, A Retroactive Manifesto for Manhattan (1975).
O início do funcionamento do OMA e a fundação de seu escritório central em Roterdã coincidiu com sua entrada na concorrência de projetos arquitetônicos para a construção de um novo edifício do parlamento neerlandês em Haia (1978, com Zaha Hadid). O OMA foi um dos primeiros vencedores (dentre outros dez); o projeto foi publicado e largamente discutido. O projeto aprovado, porém, foi o de um arquiteto que não havia participado da concorrência.
A participação do OMA na concorrência para a construção do edifício do parlamento neerlandês foi a primeira de uma série. Foram concorrências internacionais controversas e de sucesso na década de 1980 que entrtanto não foram vencidas pelo OMA.